# William Stonor
Sir William Stonor of Stonor († 1494) war ein englischer Ritter.

## Leben
Sir William war ein Sohn von Thomas Stonor, Gutsherr von Stonor in Oxfordshire, und Joan de la Pole, einer illegitimen Tochter des William de la Pole, 1. Duke of Suffolk.
William stand treu und loyal zu Eduard IV. und kämpfte während der Rosenkriege 1461 bei der Schlacht von Towton.
Er vertrat 1478 als Knight of the Shire Oxfordshire im Parlament und wurde zum Knight of the Kings Body ernannt.
Auch zu Königin Elizabeth Woodville hatte Sir William ein gutes Verhältnis, wie ein Brief der Königin von 1481 an ihren geschätzten und treuen William belegt.
Als Richard III. 1483 den Thron bestieg, war Sir William bei der Krönungszeremonie zugegen.
Wie andere treue Anhänger des verstorbenen Eduard IV. und dessen Königin Elizabeth Woodville, rebellierte Sir William aber kurz darauf gegen Richard III. und schloss sich dem als Buckingham’s Rebellion bekannten Aufstand an.
Das erste Parlament unter Richard III. verhängte hierauf eine Bill of Attainder, so dass Sir William all seine Rechte und Besitztümer verlor.
Es ist wahrscheinlich, dass William Stonor zusammen mit Thomas Grey, 1. Marquess of Dorset, ein Sohn Elizabeth Woodvilles aus erster Ehe, in die Bretagne zu Henry Tudor, dem späteren Heinrich VII., floh.
Unter Heinrich VII. wurde Sir William wieder Knight of the Kings Body, Knight of the Shire für Oxfordshire, Sheriff von Oxfordshire und Berkshire (1485), Sheriff von Devonshire (1490–91), High Steward der University of Oxford und Co-Constable von Wallingford Castle.
Am 17. Januar 1478 wurde er anlässlich der Hochzeitsfeierlichkeiten von Richard of Shrewsbury, 1. Duke of York zum Knight of the Bath geschlagen. Am 16. Juni 1487 schlug ihn Heinrich VII. vor der Schlacht von Stoke zum Knight Banneret.
Sir William Stonor starb 1494.

## Ehe und Nachkommen
Sir William war dreimal verheiratet. In erster Ehe heiratete er Elizabeth, Tochter des John Croke und Witwe von Thomas Rich, in zweiter Ehe Agnes, Tochter des John Winnard und Witwe von John Wydesdale, und im Herbst 1481 in dritter Ehe Anne Neville, Tochter des John Neville, 1. Marquess of Montagu (1431–1471). Er hatte mindestens zwei Kinder aus dritter Ehe, Anne und John.